# Guildford Four
Con quattro di Guildford (in inglese: Guildford Four) si fa riferimento al caso che coinvolse Gerry Conlon, Paul Hill, Carole Richardson e Paddy Armstrong nel 1974.

## Contesto storico
Nel periodo storico degli attentati dinamitardi da parte delle frange militari più radicali dell'IRA, quattro giovani hippies che vivevano di espedienti, estranei a qualsiasi forma di contestazione violenta e organizzata, vennero arrestati e accusati di aver piazzato una carica esplosiva in un pub a Guildford, nel Surrey, che causò numerose vittime. In quel periodo il governo britannico aveva emanato delle leggi speciali particolarmente dure per contrastare e reprimere ogni minaccia alla propria sicurezza, in particolare quelle scaturite dal conflitto in Irlanda del Nord.

## Arresto
I quattro giovani vennero così trattenuti legalmente per ben sette giorni dalla polizia, la quale, sotto la pressione dell'opinione pubblica e del governo che esigeva i nomi dei colpevoli, li costrinse a firmare delle confessioni non veritiere in stato confusionale e di prostrazione, utilizzando violenze sia fisiche che psicologiche senza che essi potessero nel frattempo ricevere assistenza medica e legale.

## Processo
Queste sole confessioni costituirono la prova presentata dall'accusa nel processo che vide imputati non solo i quattro, ma anche alcuni loro parenti, tra i quali alcuni minorenni, la zia e il padre di Gerry Conlon, poi morto in carcere.
Le condanne si rivelarono a posteriori tanto ingiuste quanto severe: nonostante le incongruenze della tesi accusatoria non si ritenne di dover indagare oltre mentre alcune prove fondamentali che avrebbero scagionato i presunti colpevoli furono deliberatamente nascoste e rese di difficile accesso alla difesa. Tra queste, la confessione di piena colpevolezza da parte di un paramilitare, già detenuto, l'effettivo responsabile dell'attentato. 
Furono necessari quindici anni e numerosi sforzi per ottenere la riapertura del caso da parte dell'avvocatessa e attivista, Gareth Peirce, in seguito alla quale tutti gli imputati vennero prosciolti.

## Nella cultura di massa
La vicenda viene narrata nel film di Jim Sheridan del 1993 Nel nome del padre.